# Conflit de 2023 à Oksibil
 (janvier 2024).
Conflit en Papouasie occidentale
Le conflit de 2023 à Oksibil est un conflit survenu du 7 au 12 janvier 2023 lorsque l'Armée séparatiste de libération nationale de Papouasie occidentale (en) (TPNPB) a commencé à lancer des attaques à Oksibil, le siège du kabupaten des monts Bintang, en Papouasie des hautes terres, en Indonésie.

## Chronologie

### 7 janvier: Fusillade avec un groupe criminel armé
Les forces combinées TNI - Polri ont été impliquées dans une fusillade avec un groupe criminel armé à Kabiding Road pendant 2 heures. La fusillade a commencé lorsque La Ode Jamaludin, un chauffeur de moto-taxi (ojek) a signalé à la police locale qu'il avait été visé par des tirs sur un pont à Yapimakot Road. Après que les forces combinées ont réussi à vaincre le groupe criminel armé, ils se sont sauvés dans une forêt. Selon l'inspecteur général Mathius D. Fakhiri, trois policiers ont été blessés dans la fusillade.

### 9 janvier: Incendie d'une école et attentats d'avions
Un groupe criminel armé dont la direction n'est pas claire (peut-être Nelson Mimin ou Ananias Ati Mimin) a incendié le bâtiment de l'école professionnelle publique SMKN 1 Oksibil vers 10 h 30 heure locale. Ils ont également ouvert le feu sur des avions de Trigana Air et Dimonim Air (en), respectivement à 10 h 21 et 10 h 35, heure locale. Pour le cas de Trigana Air, il s'agissait d'un cargo Ikairos Caravan immatriculé sous PK-HVV piloté par le capitaine Tohirin, ayant été attaqué lors de son atterrissage depuis Tanahmerah (en), dans le kabupaten de Boven Digoel. Après l'attaque, l'avion est retourné à Tanahmerah.
Le groupe criminel armé a menacé de manger les nouveaux arrivants s'ils ne quittaient pas les monts Bintang.

### 11 janvier: Incendie du bureau de Dukcapil
À Oksibil, dans le kabupaten des monts Bintang, le 35e commando de défense régionale (Kodap) du TPNPB a incendié un bureau du Département de la population et de l'état civil (Disdukcapil) vers 1 h 30 heure locale.

## Conséquences
Le commandant de Korem 172/PWY, le général de brigade JO Sembiring a déclaré que l'économie d'Oksibil était paralysée par les conflits séparatistes.